# Азовсталь

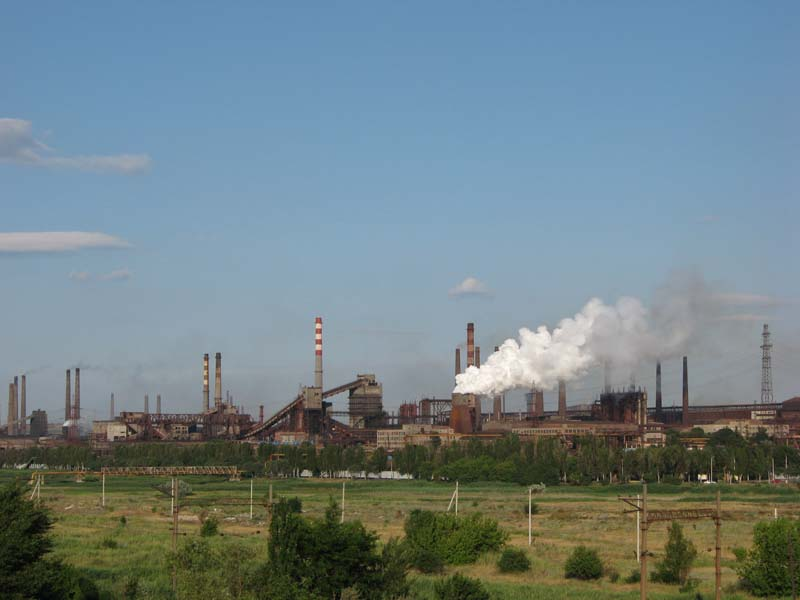
Корпуса «Азовстали» днём

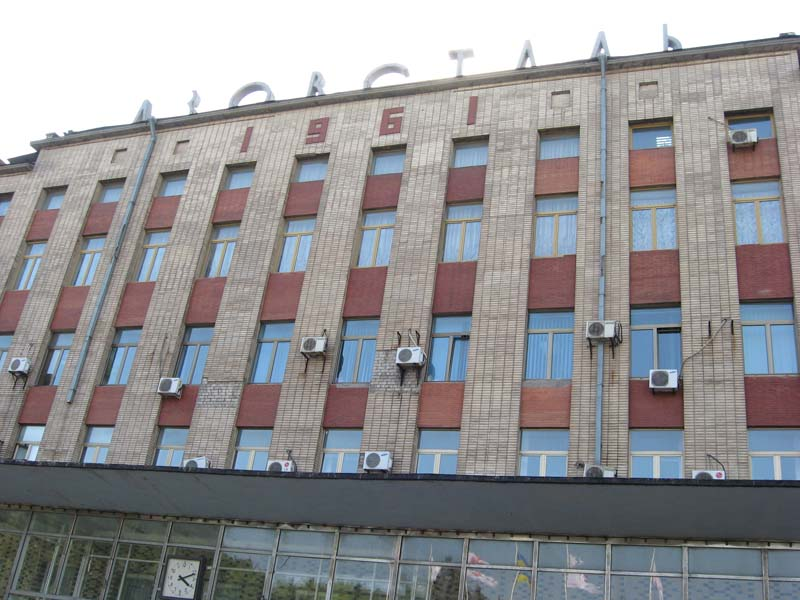
Заводоуправление «Азовстали»

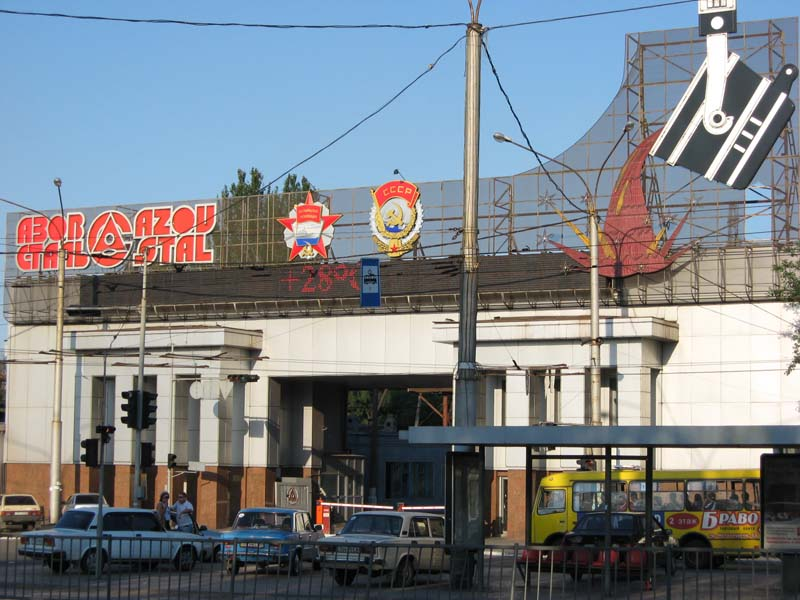
Центральные проходные «Азовстали»

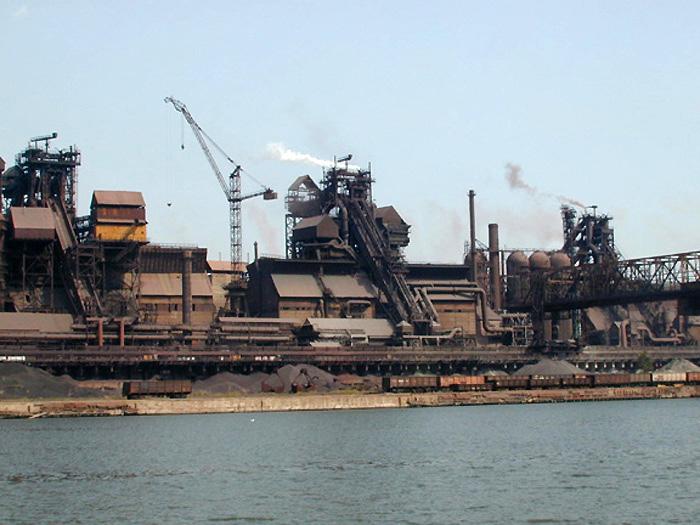
Морской порт «Азовстали». На заднем плане — доменный цех.

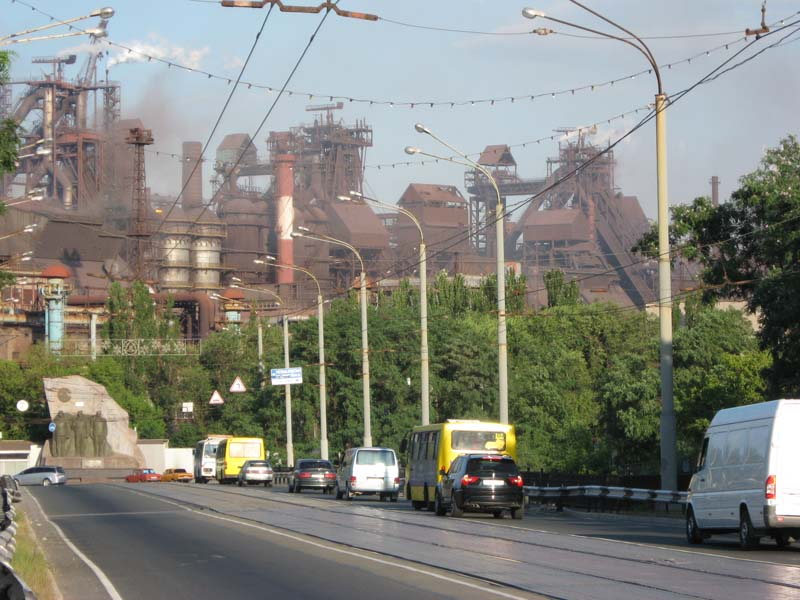
Пост-мост (сзади — доменный цех)

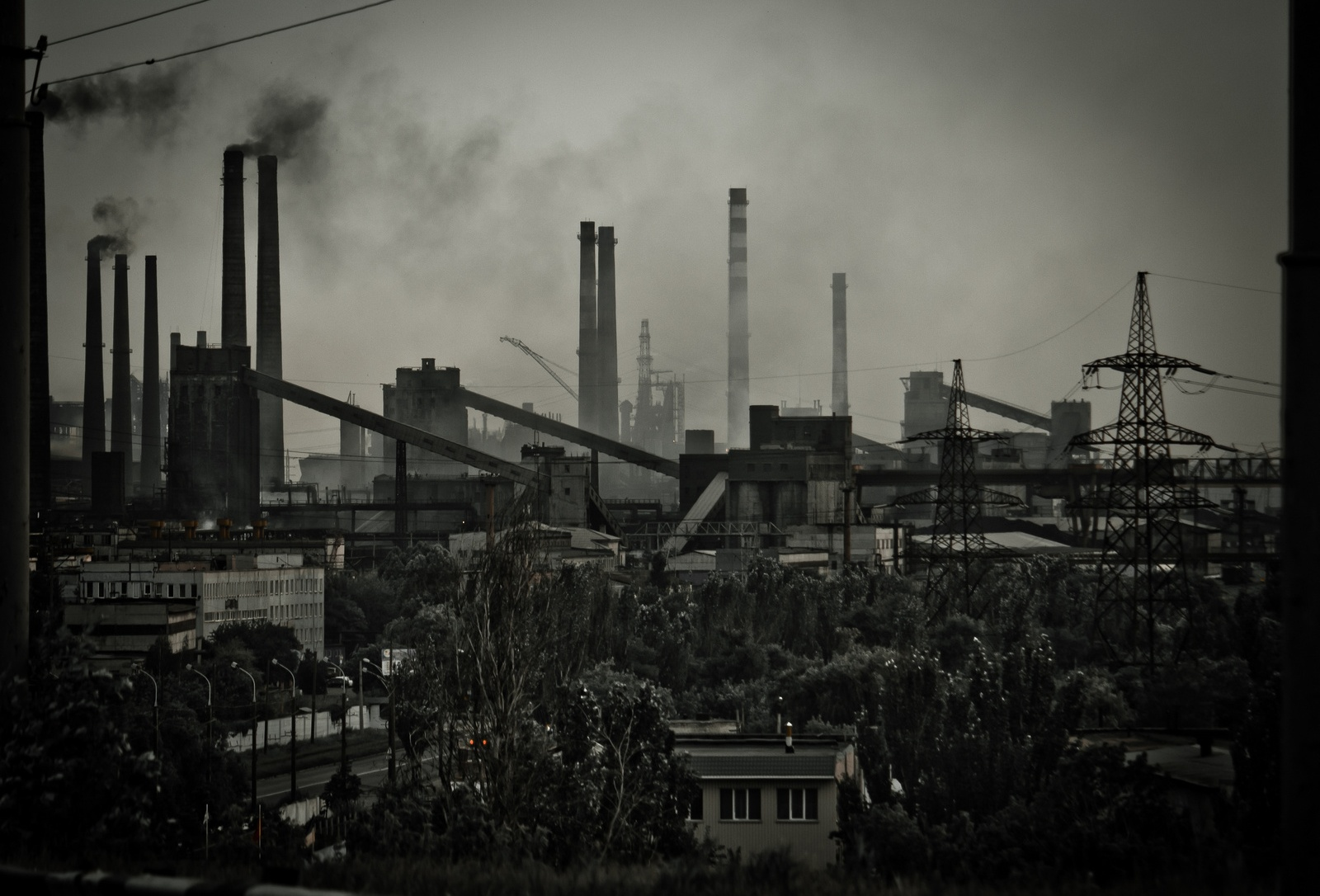
Вид на «Азовсталь» с виадука на улице Набережной

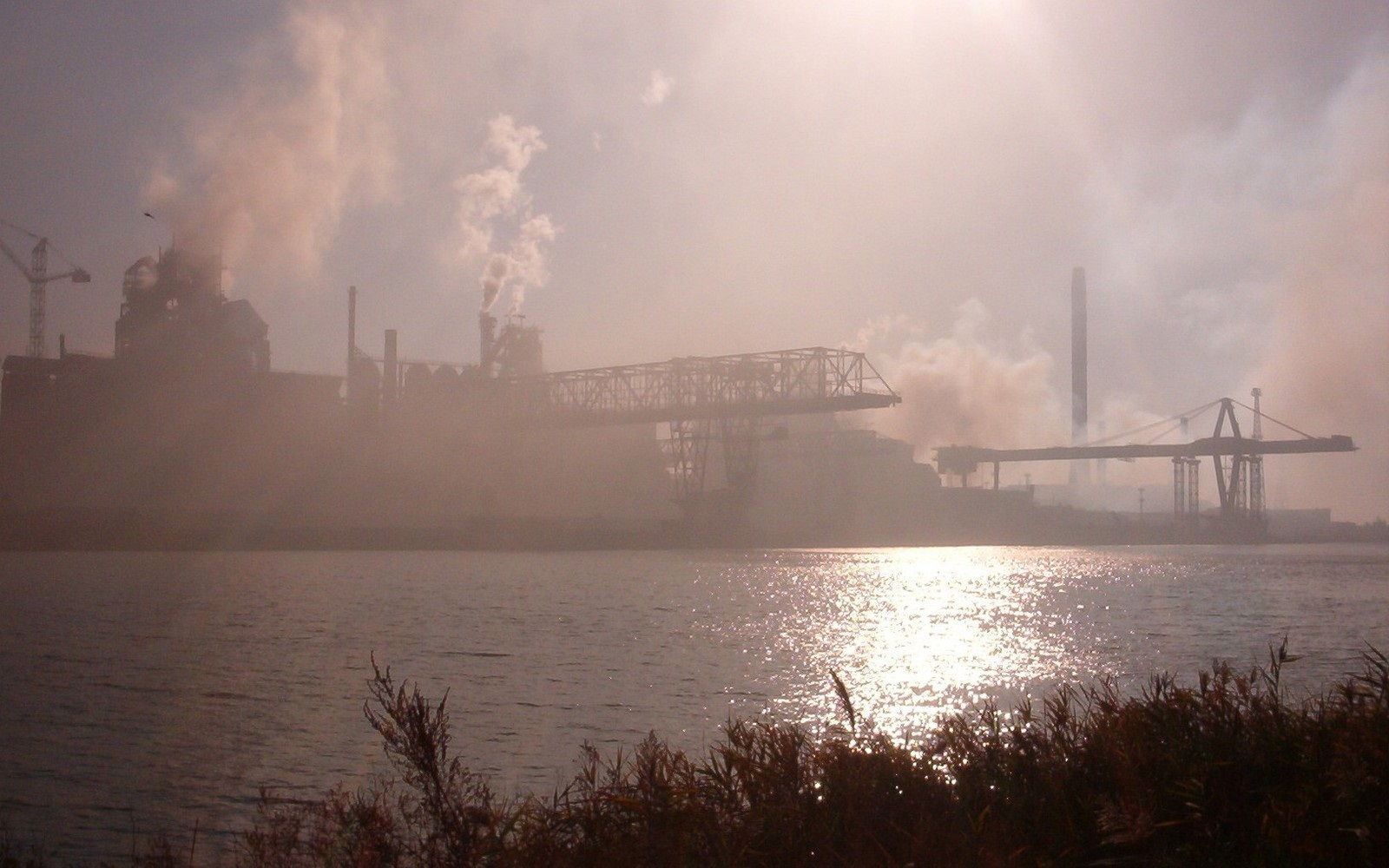
Доменный цех, вид из порта «Азовсталь»

ПрАО «Металлургический комбинат „Азовста́ль“» — металлургический комбинат в Мариуполе на берегу Азовского моря в устье реки Кальмиус. Был монополистом на Украине по выпуску некоторых видов металлопроката. Значительно разрушен в ходе вторжения России на Украину в 2022 году.

## История

### Строительство
В феврале 1930 года Президиум ВСНХ СССР принял решение о строительстве нового металлургического завода в Мариуполе, поскольку именно этот город замыкал самый короткий путь по морю железной руды c Камыш-Бурунского месторождения на Керченском полуострове. Для этого на полуострове начал действовать только что учреждённый трест «Керчьрудстрой», который занялся подготовкой рудной базы для «Азовстали».
7 ноября 1930 года началась укладка бетона в фундамент первой доменной печи завода «Азовсталь» на левом берегу реки Кальмиус близ села Бузиновка и посёлка Троицкого. Всего на строительство завода из бюджета СССР было выделено 292 млн рублей.
3 ноября 1931 года было начато строительство морского порта для металлургического завода. Для подхода к морскому порту «Азовстали» по Азовскому морю начата прокладка нового судоходного канала. В декабре 1931 года были полностью забетонированы фундаменты двух доменных печей.
2 февраля 1933 года строительную площадку нового завода посетил народный комиссар тяжёлой промышленности СССР Григорий (Серго) Орджоникидзе.

### Запуск и первые годы производства
12 августа 1933 года — в шесть часов и девятнадцать минут доменная печь № 1 выдала первый чугун. Первым руководителем будущего металлургического гиганта был Я. С. Гугель, который вместе с главой КП(б)У С. В. Косиором давал запуск домне.
В первые дни её эксплуатации, как это обыкновенно и бывает в пусковой период на всех заводах, ожидались всевозможные «детские болезни», то есть различные аварии, неполадки, поломки, которые неизбежны при наладке работы домны. Но пусковой период прошёл безболезненно, так как был принят ряд предосторожностей. Дирекция завода издала приказ о прикреплении строителей к домне на тот период времени, пока домна не выплавит 5 тыс. т чугуна. Строители, действительно, помогли: малейшие неполадки немедленно устранялись. В результате в период запуска на домне не было аварий.
К тому же, ещё за месяц до пуска первой домны на Азовсталь прибыла группа молодых специалистов в количестве 100 человек с лишним, которые заняли рабочие места. Они ещё до пуска начали осваивать механизмы, работать на них. Домна хотя ещё фактически стояла, но производилось опробование агрегатов. Происходило полное движение домны без задувки.
17 февраля 1934 года в эксплуатацию была введена доменная печь ДП № 2.
В январе 1935 года на «Азовстали», помимо чугунного производства, начало действовать сталеплавильное производство, вступила в строй первая в СССР 250-тонная качающаяся мартеновская печь.
5 апреля 1939 года — в морской порт металлургического завода пароходом «Судком» доставлена первая партия горячего агломерата из Керчи. Это стало знаменательным событием в истории советской металлургии, ведь подобная перевозка горячего агломерата на судах была освоена впервые в мировой практике.
В мае 1939 года на «Азовстали» был установлен мировой рекорд по производительности доменной печи в сутки — домна № 3 выдала 1614 тонн чугуна за один день.
В 1941 году на заводе действовали 4 домны и 6 качающихся мартеновских печей, строились прокатные цехи.

### В период Великой Отечественной войны
С начала Великой Отечественной войны до остановки производства завод передал в войска два бронепоезда, автомастерскую и три понтонных моста, а также изготавливал корпуса авиабомб, стволы для миномётов и броневые щиты; кроме того, на фронт ушли свыше шести тысяч рабочих завода.
В связи с приближением к городу линии фронта, в период с 12 сентября по 5 октября 1941 коллектив работников провёл демонтаж, отгрузку и вывез на Урал оборудования первой очереди (которое прибыло на Урал и было использовано в производстве бронелистов для танков Т-34). Вслед за этим в течение двух суток непрерывной работы (5—7 октября 1941 года) было демонтировано и вывезено оборудование второй очереди (оборудование построенной накануне войны доменной печи № 3, а также другое сложное оборудование), занявшее 650 вагонов. 7 октября 1941 года на «Азовстали» были остановлены мартеновские и доменные печи. 8 октября 1941 года утром с завода ушли последние два вагона с персоналом «Азовстали», а уже днём противник захватил город.
В октябре 1941 года Мариуполь был оккупирован. Завод «Азовсталь» стал называться «Азовским заводом № 1» и был передан в управление концерну Альфрида Круппа. Оккупанты смогли восстановить электростанцию, механический, монтажный, электроремонтный, кислородный цехи «Азовстали». Велись работы по восстановлению мартеновских печей «Азовстали».
В период немецкой оккупации на заводе действовали две подпольные группы (которыми руководили Е. М. Штанько и Д. Н. Ломизов), участники которых препятствовали попыткам немцев ввести предприятие в эксплуатацию и вывели из строя домну № 1, перекрыв пар во время задувки печи, что вызвало взрыв водяного затвора и повреждение домны.
7 сентября 1943 года, перед отступлением немецких войск из города, завод «Азовсталь» был практически полностью уничтожен, были взорваны основные объекты — доменные и мартеновские печи, оборудование пароэлектровоздуходувочной станции (ПЭВС), уничтожены коксовые батареи коксохимического завода (КХЗ). На территории «Азовстали» не было энергоснабжения, не работал транспорт. Общий ущерб, нанесённый заводу, составил 204 млн рублей.
Восстановлением завода занималась организация «Азовстальстрой». 24 октября 1944 года на «Азовстали» заработала восстановленная ПЭВС, также была пущена в эксплуатацию кислородная станция, которая стала обеспечивать производственные нужды не только данного предприятия, но и других важных предприятий Донбасса.

### 1945—1991
26 июля 1945 года — введена в эксплуатацию восстановленная доменная печь № 3.
19 ноября 1945 года — выдала свою первую плавку восстановленная мартеновская печь № 1. На завод стали поступать основное оборудование для строительства новых прокатных цехов — блюминга и рельсобалочного.
В сентябре 1946 года возобновила работу домна № 4 (объёмом 1300 м³, на тот момент времени — одна из крупнейших в мире), основные колонны и горн которой были подорваны немцами, в ходе её восстановления под руководством инженеров А. С. Каминского, С. С. Крупенникова и П. А. Мамонтова был произведён первый в истории мировой металлургии опыт подъёма целой доменной печи весом 2600 тонн (это решение позволило существенно сократить сроки ремонта).
В 1948 году были введены в эксплуатацию блюминг и рельсо-балочный цех, после чего завод стал предприятием с полным металлургическим циклом.
В 1949 году были введены в эксплуатацию ещё две домны и аглофабрика, в 1950 году — ещё две домны.
15 мая 1952 года был введён в эксплуатацию цех рельсовых скреплений, началось производство рельсовых накладок и подкладок для тяжёлых рельсов.
25 февраля 1953 года аглофабрика завода «Азовсталь» произвела первый собственный агломерат. В том же 1953 году был введён в эксплуатацию крупносортный прокатный цех.
- Май 1954 года — впервые в СССР на заводе «Азовсталь» было освоено производство железнодорожных рельсов длиной 25 метров.
- Сентябрь 1958 года — свой первый чугун выдала доменная печь № 5.

28 августа 1959 года была введена в эксплуатацию новая мощная домна «Донецкая-Комсомольская».
В начале 1960-х годов шлаки предприятия начали перерабатывать для получения строительных материалов. Первыми начали перерабатывать горячие шлаки доменного цеха, из которых изготавливали щебень, затем было освоено производство шлаковых гранул (применявшихся в качестве наполнителя для бетона), минеральной ваты, пемзы и термозита. После того как из мартеновских шлаков было освоено производство фосфатных удобрений, а из остатков металла вторичного передела был начат прокат шаров для помольных мельниц и твердотопливных электростанций, переработка отходов основного производства достигла 94 %.
- Май 1961 года — в рельсобалочном цехе «Азовстали» на стане «800» впервые в СССР была введена в строй система бесконтактного управления главным приводом и нажимным механизмом с применением магнитных усилителей. Работниками РБЦ внедрена автоматизированная система транспортировки, распределения, измерения, фрезеровки и сверления рельсов.
- 30 апреля 1964 года — были приведены к работе вращающиеся печи № 5 и 6 известково-обжигательного отделения металлургического предприятия.
- Май 1965 года — начало действовать опытное отделение цеха рельсовых скреплений, также впервые в государстве была разработана и внедрена технология закалки рельсов токами высокой частоты.
- 4 февраля 1966 — завод был награждён орденом Трудового Красного Знамени[8][15].
- Июль 1967 года — на заводе началась установка толстолистового стана «3600».
- 17 апреля 1970 года — на «Азовстали» состоялась первая общезаводская научно-техническая конференция молодых специалистов.
- В июле 1972 года в морской порт предприятия на специальных баржах было доставлено оборудование для стана «3600» — цельнолитые станины черновой и чистовой клетей весом по 256 и 247 тонн каждая, в сентябре 1972 года на заводе начались монтажные работы на черновой клети стана.
- 24 июня 1973 года — на «Азовстали» был пущен в эксплуатацию уникальный листопрокатный комплекс стана «3600» мощностью 1 350 000 тонн листа за один год, не имевший аналогов в СССР.
- В 1976 году завод был награждён орденом Октябрьской Революции[8].
- 20 декабря 1977 года — сталеплавильное производство металлургического завода пополнилось новым крупным комплексом — была введена в эксплуатацию первая очередь кислородно-конвертерного цеха. В новый сталеплавильный комплекс вошли два 350-тонных конвертера и две слябовые машины непрерывного литья заготовок (МНЛЗ) криволинейного типа — новое слово в металлургической технике тех лет.

14—16 июля 1979 года — в доменном цехе «Азовстали» состоялся первый республиканский конкурс молодых доменщиков.
20 апреля 1981 года на «Азовстали» было завершено сооружение электросталеплавильного цеха проектной мощностью свыше 700 тысяч тонн высококачественных сталей в год.
В августе 1983 года завод отметил свой полувековой юбилей. За это время работники предприятия произвели 145,5 млн тонн чугуна, 118,2 млн тонн стали и 96,4 млн тонн проката. На «Азовстали» была достигнута самая высокая в стране температура дутья в доменном цехе, а кроме того, впервые начали полностью перерабатываться доменные, мартеновские и конвертерные шлаки.
В мае 1984 года завод «Азовсталь» был преобразован в металлургический комбинат.
3 октября 1984 на комбинате «Азовсталь» вступила в строй первая очередь комплекса термической обработки железнодорожных рельсов (позволившая вдвое увеличить срок их службы), 30 июля 1986 комплекс термоупрочнения железнодорожных рельсов был выведен на проектную мощность (250 тысяч тонн продукции в год).
1 апреля 1988 года было образовано управление железнодорожного транспорта (УЖДТ) металлургического комбината, в которое вошли шесть цехов.
Май 1988 года — железнодорожники МК «Азовсталь» впервые применили новую технологию сварки рельсов в пути и приспособление для сдувания снега — так называемый высокооборотный вентилятор, прародитель системы современной пневмообдувки стрелок.
Январь 1990 года — в кислородно-конвертерном цехе (ККЦ) «Азовстали» начало свою работу отделение жидких лигатур и синтетических шлаков. Ввод этого отделения в действие направлен на повышение качества производимой комбинатом стали.

### 1991—2021 годы
После провозглашения независимости Украины Кабинет министров Украины отменил решение о строительстве термического отделения комбината (предусмотренного в соответствии с 13-м пятилетним планом развития народного хозяйства СССР).
28 января 1992 года — МК «Азовсталь» одобрен одной из крупнейших немецких судостроительных компаний Norddeutscher Lloyd в качестве производителя судостали.
Май 1994 года — «Азовсталь» четвёртым среди металлургических предприятий всего мира сертифицировал свой прокат по стандарту Американского института нефти, что позволило комбинату производить конструкционную сталь повышенной прочности для строительства нефтяных буровых платформ.
- Июль 1995 года — сертифицировав почти весь выпускаемый комбинатом толстолистовой прокат, «Азовсталь» становится обладателем четырнадцати сертификатов всемирно известных классификационных обществ.

В июне 1996 года Кабинет министров Украины включил «Азовсталь» в перечень предприятий, подлежащих приватизации в соответствии с индивидуальными планами, после чего комбинат стал акционерным обществом (ЗАО «Торговый дом „Азовсталь“»).
В августе 1997 года комбинат был включён в перечень предприятий, имеющих стратегическое значение для экономики и безопасности Украины.
- Май 1998 года — в ККЦ меткомбината проведена серия плавок с применением новой технологии на уровне мировых достижений того времени — донной продувки стали в ковше аргоном. До этого осуществить продувку в ковше 350 тонн без использования установок «печь-ковш» и вакууматора в мировой практике не удавалось.
- Август 1999 года — после капитального ремонта первого разряда пущена в эксплуатацию доменная печь № 4, с увеличенным до 2002 м³ объёмом, на которой установлено современное бесконусное загрузочное устройство. Одновременно с печью были введены значимые объекты природоохранного назначения.

18 января 2000 года Кабинет министров Украины принял решение о продаже оставшихся в государственной собственности акций предприятия.
- Ноябрь 2000 года — на МК «Азовсталь» был зафутерован конвертер № 1.
- Сентябрь 2001 года — в кислородно-конвертерном цехе «Азовстали» установлен своеобразный рекорд. Конвертер № 1 выстоял 1659 плавок. Длительность межремонтного периода составила 75 суток — таких результатов на конвертерах, работающих с машинами непрерывного литья заготовок, на Украине до этого времени не было.
- Март 2002 года — в конвертерном цехе «Азовстали» внедрена новая технология комбинированного раскисления стали алюминием в сталеразливочном ковше (разработка ЦЛМК и конвертерного цеха меткомбината). Новая технология повысила уровень усваиваемости алюминия в готовой стали.
- Апрель 2003 года — состоялось открытие «азовстальской» ветки газопровода, соединившей металлургический комбинат с Мариупольской городской газораспределительной станцией № 1. Строительство газопровода способствовало стабильному обеспечению комбината природным газом.
- В 2004 году Международный институт чугуна и стали (International Iron and Steel Institute, IISI) включил «Азовсталь» в перечень крупнейших производителей стали (по итогам 2003 года завод, выпустивший 5,3 млн тонн стали, занял 38-е место в мире по объёмам производства)[23].
- Декабрь 2005 года — в конвертерном цехе «Азовстали» начали строительство новой машины непрерывного литья заготовок под номером шесть (МНЛЗ № 6). На этой машине планировалось применение новейших технологий, ранее не использовавшихся в стране. Также в 2005 году произошло слияние комбината с мариупольским коксохимическим заводом «Маркохим».
- Июнь 2006 года — МК «Азовсталь» вошёл в «Дивизион стали и проката группы „Метинвест“», мажоритарным акционером которой является донецкая финансово-экономическая группа System Capital Management (Ринат Ахметов).
- Июль 2006 года — на меткомбинате начала работать новая коксовая батарея (КБ) № 4 и выведена из эксплуатации устаревшая коксовая батарея № 8.
- Февраль 2007 года — на «Азовстали» начато строительство третьего по счету сатуратора очистки коксового газа от аммиака в цехе улавливания комбината.
- Март 2008 года — в рамках комплексной программы по модернизации и реконструкции производства в кислородно-конвертерном цехе завершён капитальный ремонт конвертера № 1 с заменой корпуса. Конвертер был усовершенствован системой Quick-Tap, которая использует падающие датчики, что позволило производить замеры температуры (позже от системы отказались из-за нерентабельности и ошибок при установке).
- Апрель 2008 года — завершён капитальный ремонт третьей домны. В ходе ремонтных работ на доменной печи № 3 была внедрена передовая технология футеровки, позволяющая значительно увеличить срок службы металлургических агрегатов.
- Август 2008 года — доменная печь № 3 комбината была оснащена современными контрольно-измерительными приборами, что дало возможность максимально автоматизировать работу ДП № 3 в соответствии с лучшими мировыми практиками.
- Июль 2009 года — на комбинате успешно освоено производство более сорока наименований новых марок стали (в том числе по конвертерному производству было освоено двадцать шесть наименований), 18 наименований прокатной продукции (десять наименований из них по толстолистовому производству).
- Февраль 2010 года — была продолжена деятельность по освоению нового оборудования и внедрению технологических процессов с его применением при производстве конвертерной стали и непрерывнолитых слябов на вновь введённом современном оборудовании по внепечной обработке стали (установки «ковш-печь» и ковшевой вакууматор, машина непрерывного литья заготовок № 6).
- Март 2010 года — на «Азовстали» впервые на Украине применена технология шоткретирования в ходе капитального ремонта на ДП № 2. Технология шоткретирования, которая получила широкое распространение на ведущих мировых предприятиях, позволяет увеличить межремонтный период работы домны более чем в два раза.
- 26 августа 2010 года — система менеджмента качества МК «Азовсталь» стала соответствовать требованиям стандарта ISO 9001:2008[24].
- Апрель 2011 года — на предприятии освоена технология конвертерного способа производства рельсовой, или транспортной, стали.

25 мая 2011 года мартеновское производство «Азовстали» было выведено из эксплуатации.
- Июнь 2011 года — на МК достигнуто рекордное суточное производство чугуна в 15 547 тонн, произведённых пятью доменными печами. Стабильное суточное производство стали в ККЦ составляет около 54-55 плавок.
- В связи с военным конфликтом на Донбассе «Азовсталь» потеряла основной источник сырья и в 2014—2015 году понесла большие убытки.
- В 2020 году «Азовсталь» с начала года освоила 20 новых видов продукции. Из них 2 вида — в сегменте непрерывнолитых стальных полуфабрикатов, 18 — в сегменте толстолистового проката[26].

### 2022 год
Консервация предприятия
24 февраля 2022 года в связи с началом вторжения России в Украину металлургические предприятия Азовстали и комбинат им. Ильича были переведены в режим горячей консервации.
Оборона
Территория комбината стала главным очагом украинского сопротивления в Мариуполе. Оборону «Азовстали» держали 36-я бригада морской пехоты и полк «Азов».
С началом штурма «Азовстали» Россия призвала украинские силы немедленно сложить оружие и предъявила защитникам осаждённого портового города Мариуполя ультиматум: отказаться от сопротивления. Начальник патрульной полиции Мариуполя Михаил Вершинин сказал в интервью CNN, что на территории «Азовстали» от российских обстрелов и авиаударов укрываются около 1000 мирных жителей. Командир полка «Азов» Денис Прокопенко призвал мировых лидеров организовать безопасный выход для мирных жителей, укрывающихся на металлургическом комбинате. Сообщается[кем?], что многие из числа тех, кто находятся в бункерах и туннелях комбината, — родственники бойцов полка «Азов».
Повреждения
По словам заместителя мэра Мариуполя, уже по состоянию на март завод был уничтожен российскими авианалётами. 19 марта генеральный директор комбината Энвер Цкитишвили заявил, что «Азовсталь» сильно повреждён, но отстроить можно.
29 апреля 2022 года были опубликованы спутниковые снимки, на которых видно, что разрушено практически каждое здание комбината.

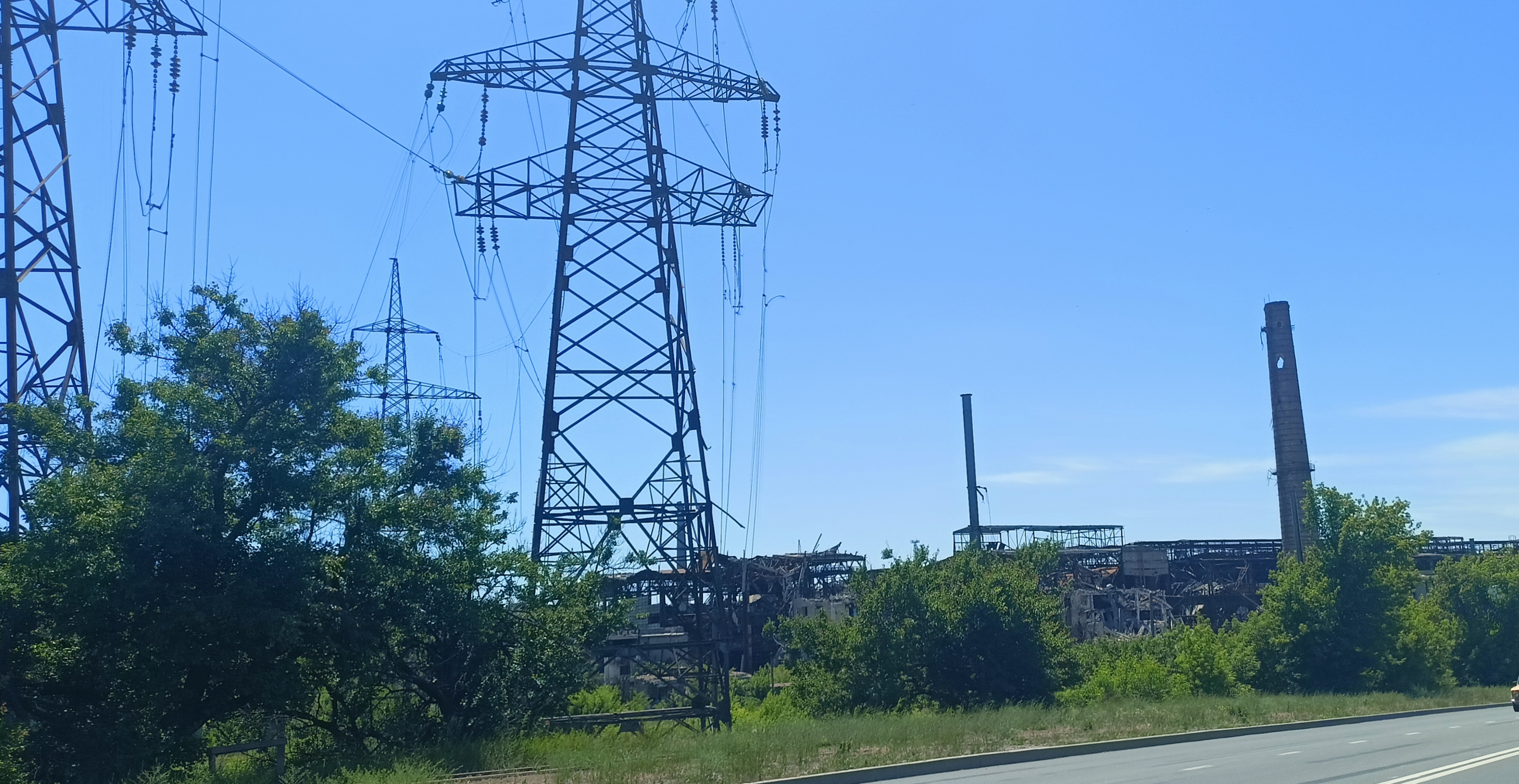

Осада Азовстали завершилась 20 мая 2022 года сдачей в плен украинских военнослужащих.

## Производство
Объём продукции в 2005 году:
- чугун — 4,9444 млн тонн (3-е место на Украине — 19,1 %),
- сталь — 5,7577 млн тонн (3-е место на Украине — 15,3 %),
- прокат — 5,3029 млн тонн (3-е место на Украине — 15,8 %),
- агломерат — 2,0994 млн тонн (8-е место на Украине — 4,4 %),
- кокс — 76,9 тыс. тонн (13-е место на Украине — 0,4 %) — с учётом производимого на ОАО «Маркохим» — 2 282 тыс. тонн (4-е место на Украине — 12,1 %).

Значительная часть видов выпускаемой продукции сертифицирована ведущими мировыми классификационными сообществами. Комбинат производит литейный и передельный чугун, непрерывнолитые слябы, толстолистовой прокат, квадратную заготовку, сортовой и фасонный прокат, магистральные железнодорожные рельсы.
Объём продукции в 2020 году:
- чугун — 3,803 млн тонн,
- сталь — 4,194 млн тонн,
- кокс — 1,260 млн тонн.

## Экспорт
- Объём экспорта в 2003 году — 2,9377 млрд гривен (0,5817 млрд долларов США).
- Удельный вес бартерных операций (2001 год) — 2,6 %.
- Удельный вес экспортных операций (2001 год) — 23,87 %.

## Награды
Призы
- «Золотой Меркурий» (1998 год; за высокое качество продукции),
- «Хрустальная башня» (2000 год; за инвестиционную политику).

## Производственные подразделения
- доменный цех (4 печи)
- конвертерный цех
- толстолистовой цех (со станом 3600)
- рельсобалочный цех
- обжимной цех (со станом 1200)
- крупносортный прокатный цех
- цех рельсовых скреплений
- теплоэлектроцентраль
- теплосиловой цех
- кислородный цех
- известково-обжигательный цех
- коксовый цех КХП
- цех улавливания КХП
- цех переработки металлургических шлаков
- вспомогательные службы

## Директора завода
- с сентября 2010 по 2022 — Э. О. Цкитишвили[36]
- с 2006 по 2010 — Д. А. Лившиц
- с 2002 по 2006 — А. П. Белый
- с 1998 по 2002 — В. А. Сахно
- с 1988 по 1998 — А. А. Булянда
- с 1981 по 1988 — А. А. Шокул
- с 1956 по 1981 — В. В. Лепорский
- с 1954 по 1956 — Я. П. Куликов
- с 1950 по 1954 — С. И. Тищенко
- с 1940 по 1941 и с 1943 по 1950 — П. И. Коган
- с 1937 по 1940 — П. А. Комов
- с 1933 по 1937 — Я. С. Гугель